# Barndaké
Barndaké es una comuna camerunesa perteneciente al departamento de Bénoué de la región del Norte.
La comuna fue creada en 2007, por lo que no figura como tal en el censo de 2005. Según estimaciones de los centros de salud de Bangli, Nakong y Barndaké, en 2008 la comuna tenía una población estimada de 29 750 habitantes.
Se ubica unos 50 km al oeste de la capital regional Garua, a orillas del río Benue y junto a la frontera con el estado nigeriano de Adamawa.

## Localidades
En la comuna se incluyen las siguientes localidades:
- Badoudi
- Balo
- Bangli
- Barndakéyel
- Bounga
- Djoumassi
- Dilo
- Djalingo Do Mayo
- Djarenga
- Djoumo
- Filingo
- Gérélé
- Goundjouki
- Hoddago Barndaké
- Kanré
- Kodogou
- Koskori
- Kossoumo
- Laïndé
- Malapé
- Mansourou
- Mayo Gabbou
- Mbéré Djamtari
- Mbilga
- Mokonre
- Nakong
- Nassarao
- Ndaou
- Nbouga
- Njabawa
- Ngaoua
- Ouro Ardo Moussa Mamadji
- Ouro Ardo Rey
- Ouro Bobo
- Ouro Djidjoura
- Ouro Laïndé
- Ouro Malloum
- Ouro Malou
- Ouro Soubango
- Ouro Tchéké
- Soukki
- Taïpé
- Tawaï
- Tcharatché
- Télé Oussi
- Tinare
- Windé Galdima Abba